# Taeniolella exilis
Taeniolella exilis är en lavart som först beskrevs av Petter Adolf Karsten, och fick sitt nu gällande namn av S. Hughes 1958. Taeniolella exilis ingår i släktet Taeniolella och familjen Mytilinidiaceae.   Inga underarter finns listade i Catalogue of Life.